# Vacherauville

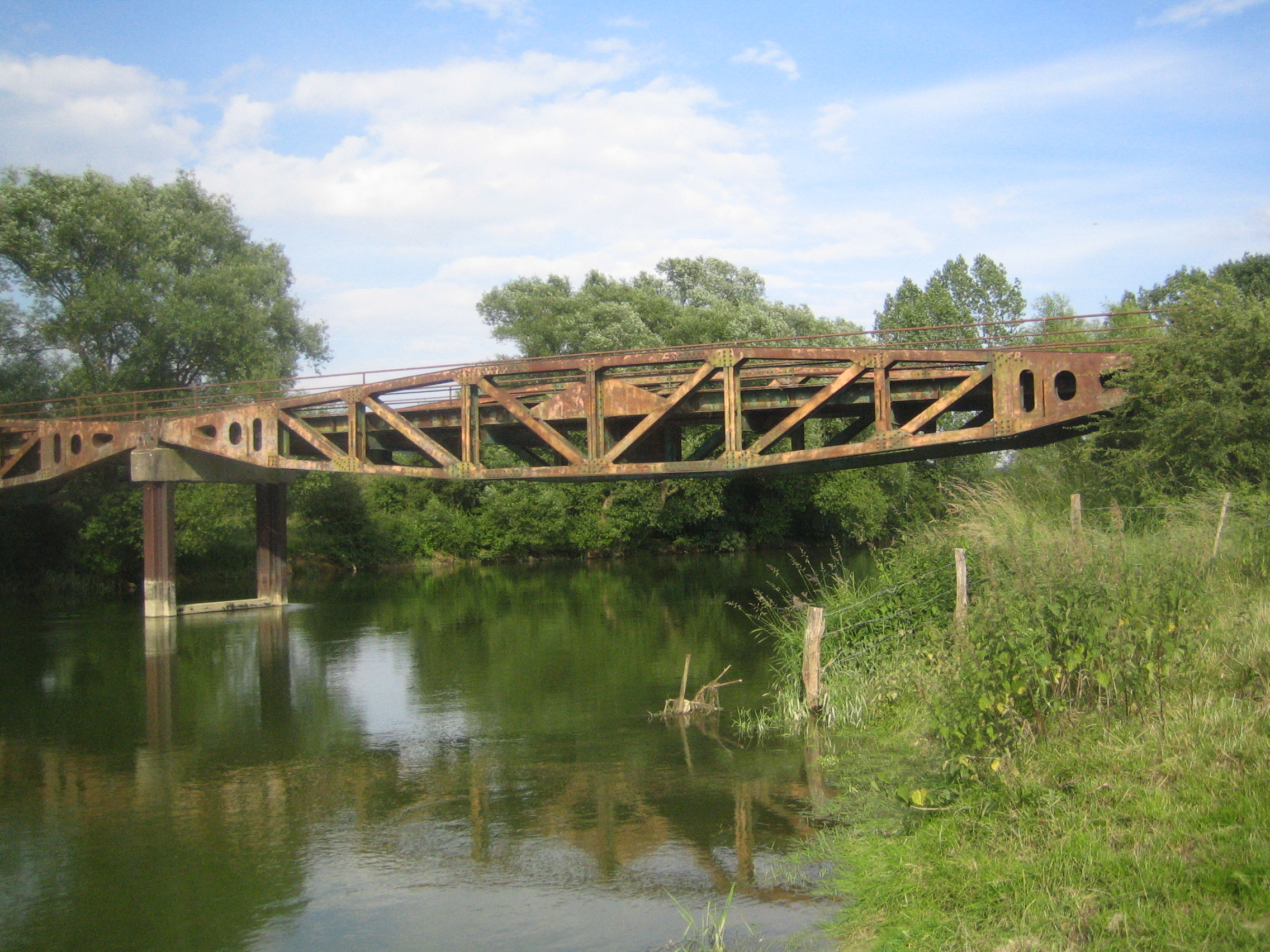
Pont de Vacherauville

Vacherauville est une commune française située dans le département de la Meuse, en région Grand Est.

## Géographie

### Communes limitrophes
| Champneuville | Champneuville    | Louvemont-Côte-du-Poivre |
| Champneuville | Vacherauville    | Charny-sur-Meuse         |
| Marre         | Charny-sur-Meuse | Charny-sur-Meuse         |

### Hydrographie
La commune est dans le bassin versant de la Meuse au sein du bassin Rhin-Meuse. Elle est drainée par la Meuse, le canal de l'Est Branche-Nord et le ravin de Vacherauville,.
La Meuse, d'une longueur de 486 km dans sa partie française, est un fleuve européen qui prend sa source en France, dans la commune du Châtelet-sur-Meuse, à 409 mètres d'altitude, et se jette dans la mer du Nord après un cours long d'approximativement 950 kilomètres traversant la France, la Belgique et les Pays-Bas. 
Le canal de l'Est Branche-Nord, d'une longueur de 141 km, est un chenal et un cours d'eau naturel navigable qui relie Givet à Troussey, où il rejoint le canal de la Marne au Rhin. 

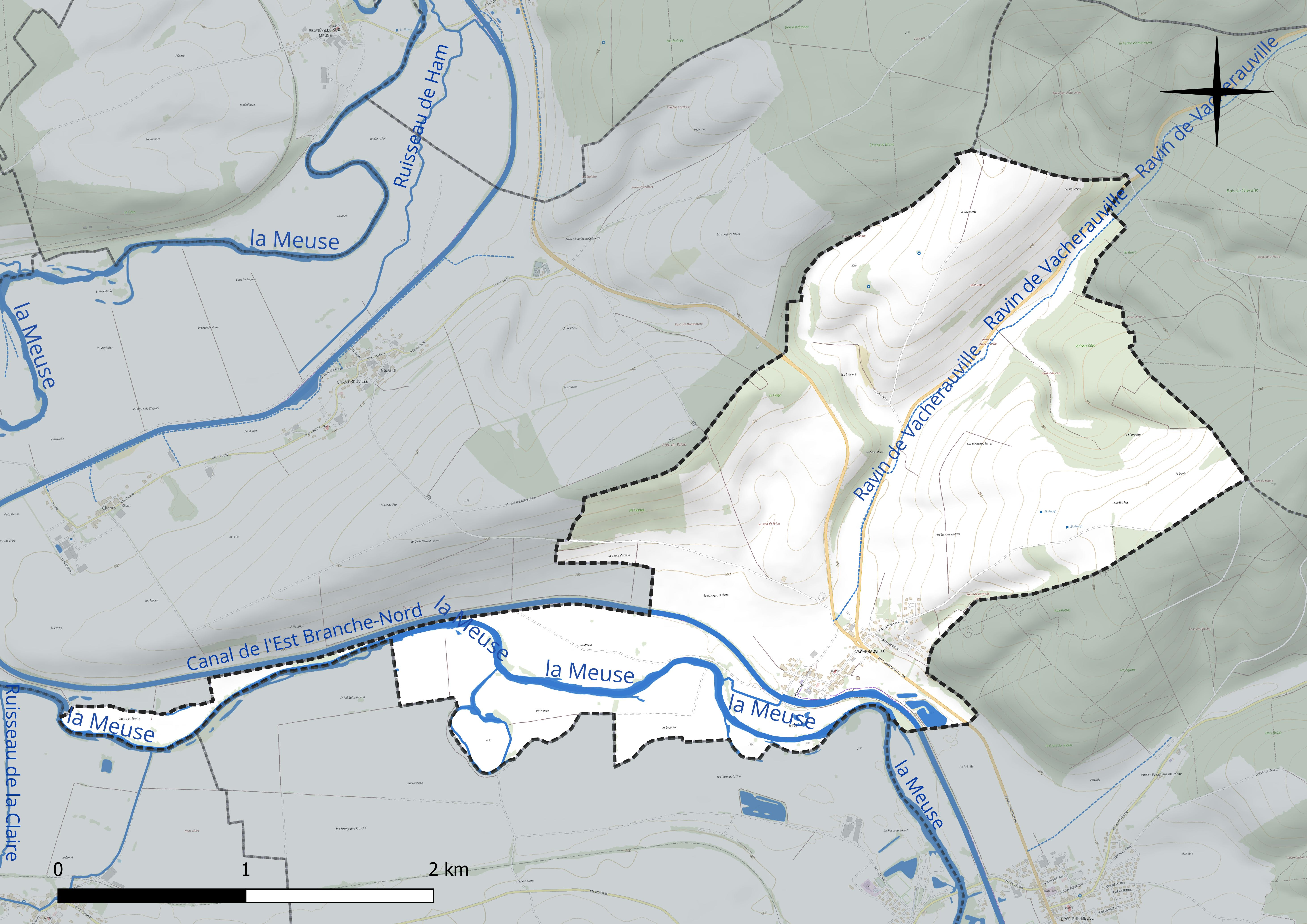
Réseau hydrographique de Vacherauville.

### Climat
Pour des articles plus généraux, voir Climat du Grand Est et Climat de la Meuse.
En 2010, le climat de la commune est de type climat de montagne, selon une étude du Centre national de la recherche scientifique s'appuyant sur une série de données couvrant la période 1971-2000. En 2020, Météo-France publie une typologie des climats de la France métropolitaine dans laquelle la commune est exposée à un climat océanique altéré et est dans la région climatique  Lorraine, plateau de Langres, Morvan, caractérisée par un hiver rude (1,5 °C), des vents modérés et des brouillards fréquents en automne et hiver. 
Pour la période 1971-2000, la température annuelle moyenne est de 9,5 °C, avec une amplitude thermique annuelle de 15,7 °C. Le cumul annuel moyen de précipitations est de 938 mm, avec 14 jours de précipitations en janvier et 9,8 jours en juillet. Pour la période 1991-2020, la température moyenne annuelle observée sur la station météorologique de Météo-France la plus proche, « Septsarges », sur la commune de Septsarges à 15 km à vol d'oiseau, est de 10,3 °C et le cumul annuel moyen de précipitations est de 942,8 mm. 
La température maximale relevée sur cette station est de 39,9 °C, atteinte le 25 juillet 2019 ; la température minimale est de −15,7 °C, atteinte le 1er janvier 1997,,. 
Les paramètres climatiques de la commune ont été estimés pour le milieu du siècle (2041-2070) selon différents scénarios d'émission de gaz à effet de serre à partir des nouvelles projections climatiques de référence DRIAS-2020. Ils sont consultables sur un site dédié publié par Météo-France en novembre 2022.

## Urbanisme

### Typologie
Au 1er janvier 2024, Vacherauville est catégorisée commune rurale à habitat dispersé, selon la nouvelle grille communale de densité à sept niveaux définie par l'Insee en 2022.
Elle est située hors unité urbaine. Par ailleurs la commune fait partie de l'aire d'attraction de Verdun, dont elle est une commune de la couronne,. Cette aire, qui regroupe 103 communes, est catégorisée dans les aires de moins de 50 000 habitants,.

### Occupation des sols
L'occupation des sols de la commune, telle qu'elle ressort de la base de données européenne d’occupation biophysique des sols Corine Land Cover (CLC), est marquée par l'importance des territoires agricoles (85,2 % en 2018), une proportion identique à celle de 1990 (85,2 %). La répartition détaillée en 2018 est la suivante : 
terres arables (50,4 %), prairies (31 %), forêts (14,8 %), zones agricoles hétérogènes (3,7 %), milieux à végétation arbustive et/ou herbacée (0,1 %). L'évolution de l’occupation des sols de la commune et de ses infrastructures peut être observée sur les différentes représentations cartographiques du territoire : la carte de Cassini (XVIIIe siècle), la carte d'état-major (1820-1866) et les cartes ou photos aériennes de l'IGN pour la période actuelle (1950 à aujourd'hui).

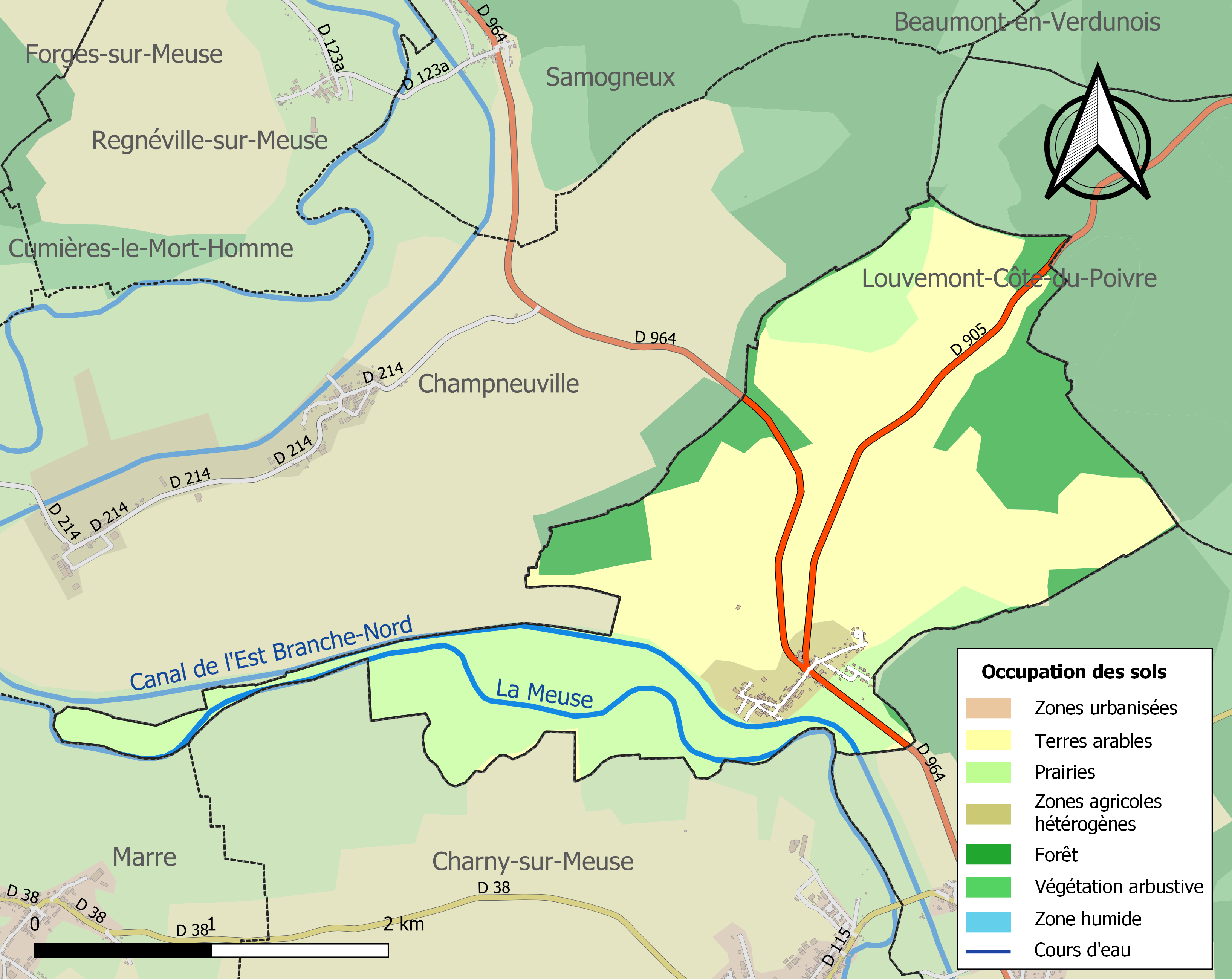
Carte des infrastructures et de l'occupation des sols de la commune en 2018 (CLC).

## Toponymie
- Anciennes mentions : Vacherulfi-curtis (1047) ; Vacherulfi-villa (1049) ; Wacherulfi-villa (1061) ; Vacherouville (1228) ; Uacheroville (1562) ; Vacheroville (1721) ; Vacchroville (1724) ; Vacheri-villa (1738) ; Vacherauville (1801)[réf. nécessaire].

- D'un nom de personne germanique Wacarolf + villa[16].

## Histoire
Vacherauville est rattaché au diocèse de Verdun.

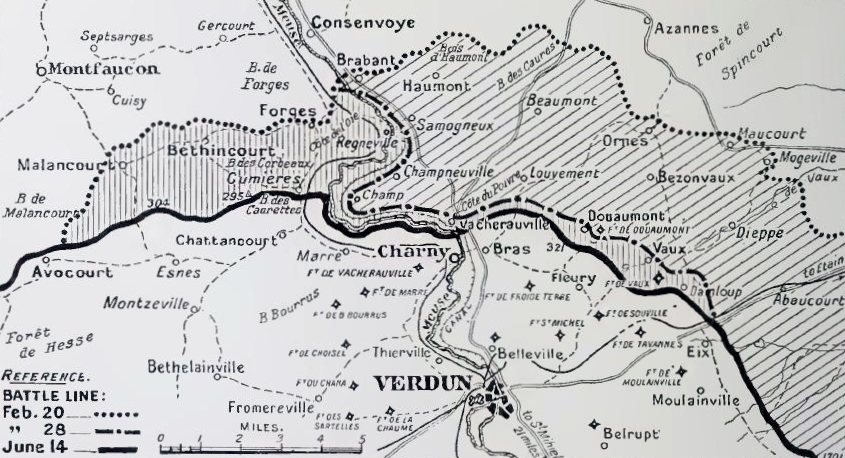
Le front en 1916,
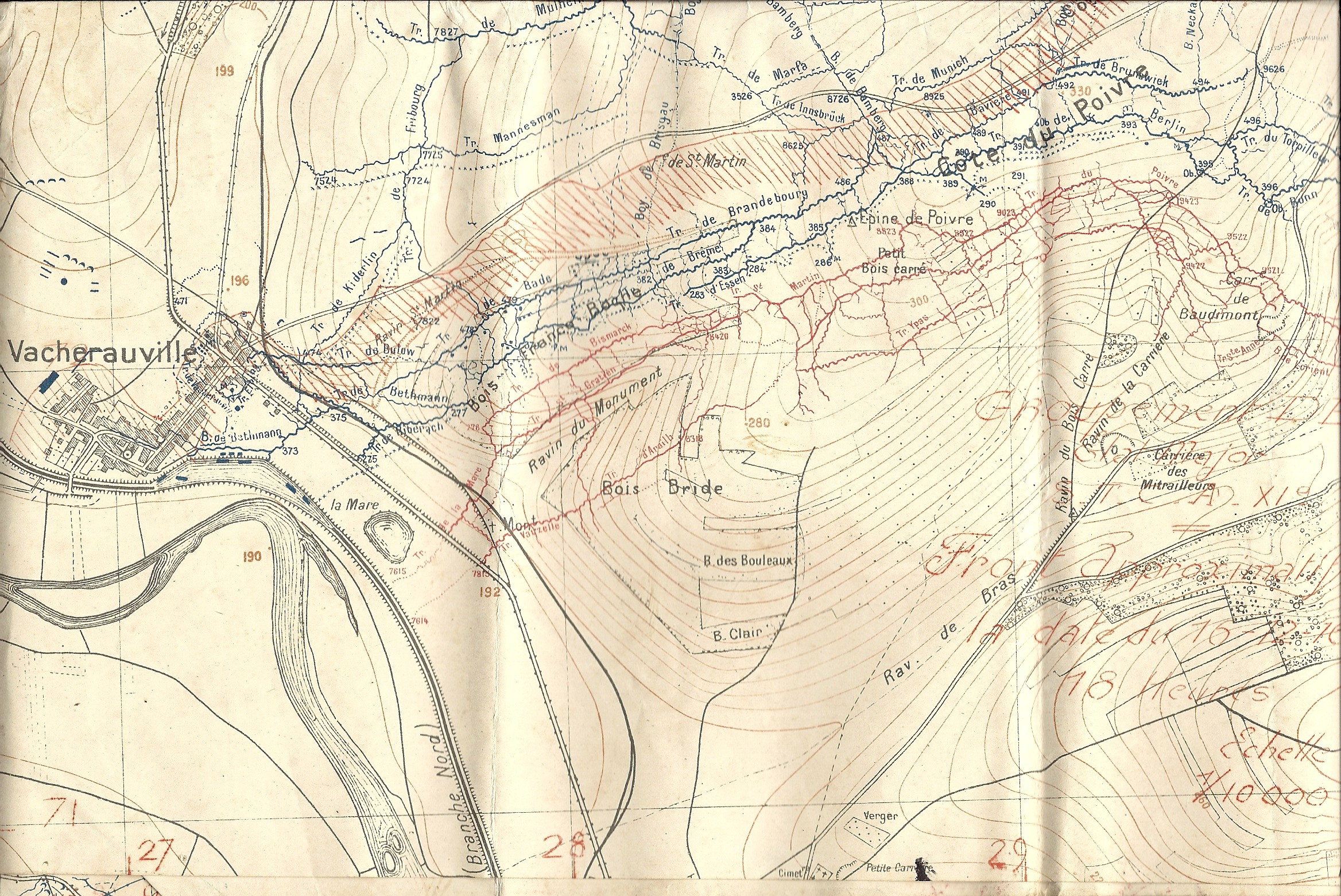
En 1917 entre le village et la côte du Poivre.

Le village de Vacherauville fut, dès le début de la Première Guerre mondiale, placé en première ligne. À partir de 1915, les 56e et 59e bataillons de chasseurs à pied, commandés par le lieutenant-colonel Driant, défendent le Bois des Caures. Vacherauville devient leur camp de cantonnement. Les 21 et 22 février 1916, Driant et ses chasseurs meurent dans le bois des Caures ; ils permettent d'empêcher l'avancée allemande vers Verdun en attendant les renforts.
Ayant été presque totalement détruit, le village a reçu la croix de guerre 1914-1918. Le fort de Vacherauville, au sud du village porte le nom de la cité.
Pour commémorer les batailles de la Première Guerre mondiale, la commune s'est jumelée en 1996 avec Neufchâtel-sur-Aisne, village de naissance du colonel Driant.
Au sein de ce village existe un pont datant du débarquement. En effet, il provient du port Mulberry du port de Arromanches. Depuis de nombreuses années, les paysans vacherauvillois était obligé d’user de leur imagination pour relier les deux rives de la Meuse lors de la destruction de ce pont lors de la Première Guerre Mondiale. Ces deux travées datant de 1944 ont été offertes à Vacherauville en 1960 pour aider ces paysans. Aujourd’hui ce type de pont est l’un des derniers existant en France. Un symbole fort car un reste de la Seconde Guerre Mondiale vient aider un endroit la où la première a fait des ravages.

## Politique et administration
En 2021, la commune de Vacherauville a été récompensée par le label « Ville Internet @@@ ».
| Période                                  | Période   | Identité               | Étiquette | Qualité |
| ---------------------------------------- | --------- | ---------------------- | --------- | ------- |
| Les données manquantes sont à compléter. |           |                        |           |         |
| 1995                                     | mars 2008 | Patrick Faure          |           |         |
| mars 2008                                | En cours  | Jean-Christophe Velain |           |         |

## Population et société

### Démographie
L'évolution du nombre d'habitants est connue à travers les recensements de la population effectués dans la commune depuis 1793. Pour les communes de moins de 10 000 habitants, une enquête de recensement portant sur toute la population est réalisée tous les cinq ans, les populations de référence des années intermédiaires étant quant à elles estimées par interpolation ou extrapolation. Pour la commune, le premier recensement exhaustif entrant dans le cadre du nouveau dispositif a été réalisé en 2007.

En 2022, la commune comptait 191 habitants, en évolution de +9,14 % par rapport à 2016 (Meuse : −4,4 %, France hors Mayotte : +2,11 %).
| 1793 | 1800 | 1806 | 1821 | 1831 | 1836 | 1841 | 1846 | 1851 |
| ---- | ---- | ---- | ---- | ---- | ---- | ---- | ---- | ---- |
| 243  | 306  | 333  | 358  | 387  | 368  | 380  | 404  | 396  |

| 1856 | 1861 | 1866 | 1872 | 1876 | 1881 | 1886 | 1891 | 1896 |
| ---- | ---- | ---- | ---- | ---- | ---- | ---- | ---- | ---- |
| 384  | 384  | 365  | 343  | 353  | 363  | 342  | 326  | 308  |

| 1901 | 1906 | 1911 | 1921 | 1926 | 1931 | 1936 | 1946 | 1954 |
| ---- | ---- | ---- | ---- | ---- | ---- | ---- | ---- | ---- |
| 299  | 294  | 269  | 165  | 176  | 148  | 156  | 154  | 169  |

| 1962 | 1968 | 1975 | 1982 | 1990 | 1999 | 2006 | 2007 | 2012 |
| ---- | ---- | ---- | ---- | ---- | ---- | ---- | ---- | ---- |
| 161  | 133  | 117  | 138  | 144  | 119  | 111  | 110  | 154  |

| 2017 | 2022 | - | - | - | - | - | - | - |
| ---- | ---- | - | - | - | - | - | - | - |
| 177  | 191  | - | - | - | - | - | - | - |

## Culture locale et patrimoine

### Lieux et monuments

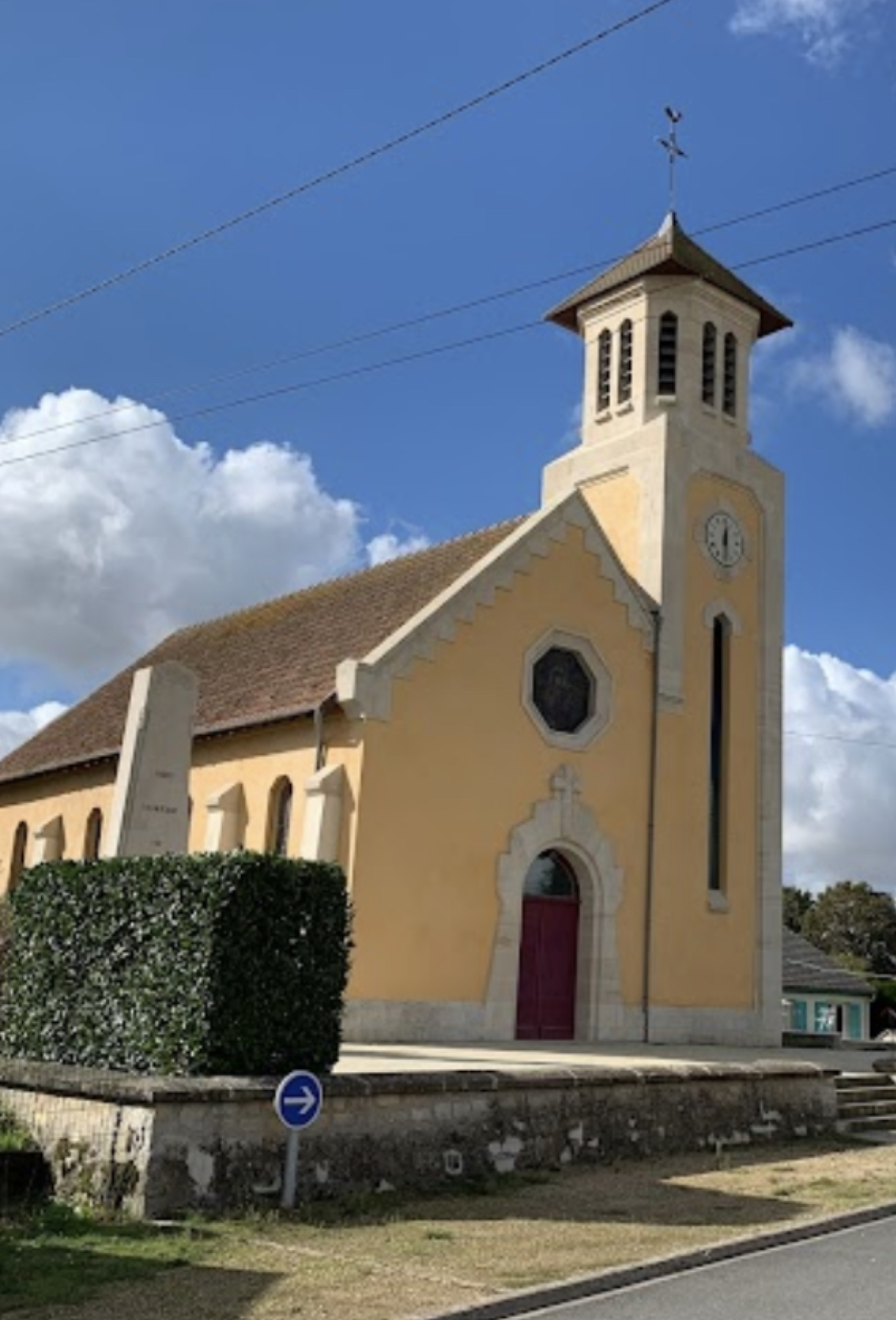
L'église Saint-Martin rénovée en 2021

- L'église Saint-Martin, origine XVIe siècle, reconstruite en 1930 et rénovée en 2021
- Pont sur la Meuse. Ce pont est formé d'une ancienne voie flottante du port militaire d'Arromanches mis en place lors du débarquement de Normandie (1944) et réutilisé ici. Ces pontons reliaient les têtes Spud dans un port Mulberry.
- Fort de Vacherauville

### Personnalités liées à la commune
- Carl Heinrich von Stülpnagel, né le 2 janvier 1886 à Berlin, mort le 30 août 1944 à la prison de Plötzensee à Berlin, était un général de l'infanterie de la Wehrmacht dans la Heer pendant la Seconde Guerre mondiale. Il prend la route et, à Vacherauville, près de Verdun où il avait combattu lors de la Première Guerre mondiale, il demande à son chauffeur de s'arrêter pour prendre l'air et marcher un peu sur les bords du canal. Il se tire alors une balle dans la tête et tombe dans le canal. Catastrophé, son chauffeur se précipite, parvient à le sortir de l'eau et à le conduire à l'hôpital militaire allemand de Verdun, où les chirurgiens le sauvent in extremis. Aveugle et diminué, le général y est arrêté et amené à Berlin.
- Émile Driant, né le 11 septembre 1855 à Neufchâtel-sur-Aisne, gendre du général Boulanger. En retraite, il reprit du service à la Première Guerre mondiale et connut un destin héroïque au bois des Caures.
- François Ledard (1766-1812), colonel de la Révolution et de l'Empire, baron de l'Empire et officier de la Légion d'honneur, mort le 8 septembre 1812, lors de la campagne de Russie, des suites de sa blessure reçue la veille à la bataille de la Moskova.

### Jumelage
Neufchâtel-sur-Aisne (France)

### Héraldique
| Blason de Vacherauville | Blason  | D'azur au chevron renversé d'or chargé d'un chevronel ondé renversé du champ, accompagné en chef d'un grêlier d'or, le pavillon à senestre et, en pointe de deux croix de Lorraine du même. |
| Blason de Vacherauville | Détails | Création de Jean-François Binon adoptée par la commune le 24 mars 2009. |